# Hội đồng Tối cao Tái thiết Quốc gia
Hội đồng Tối cao Tái thiết Quốc gia (tiếng Hàn Quốc: 국가재건최고회의) là chính phủ quân quản của Hàn Quốc từ tháng 5 năm 1961 đến tháng 12 năm 1963.
Hội đồng tối cao lật đổ Đệ Nhị Đại Hàn Dân Quốc trong cuộc đảo chính ngày 16 tháng 5 năm 1961 và thành lập một chính phủ quân sự lâm thời bao gồm phần lớn các sĩ quan có liên quan hoặc ủng hộ cuộc đảo chính. Hội đồng tối cao được lãnh đạo bởi Chủ tịch, người đứng đầu chính phủ trên thực tế với các quyền lực độc tài, trong khi Tổng thống Yun Posun được giữ lại một phần quyền lực. Hội đồng Tối cao ưu tiên phát triển kinh tế và ổn định chính trị của Hàn Quốc, đình chỉ Quốc hội và hầu hết các quyền tự do chính trị, và thành lập Cơ quan Tình báo Trung ương Hàn Quốc để chống lại hoạt động chống chính phủ của Triều Tiên và các chính phủ khác. Park Chung-hee từng là Chủ tịch Hội đồng Tối cao từ tháng 7 năm 1961 cho đến khi giành chiến thắng trong cuộc bầu cử tổng thống Hàn Quốc năm 1963, và Hội đồng Tối cao đã bị giải tán khi khánh thành Đệ Tam Đại Hàn Dân Quốc vào tháng 12 năm 1963.